# جامعة أكيتا الدولية
جامعة أكيتا الدولية (باليابانية: (国際教養大学 Kokusai Kyōyō Daigaku) (تختصر AIU) هي جامعة عامة تقع مدينة أكيتا الواقعة في محافظة أكيتا باليابان افتتحت عام 2004 وصممت على النمط الأمريكي حيث تعتبر أحد الجامعات القليلة في اليابان التي تدرس موادها باللغة الإنجليزية.